# Грознецкий (посёлок)
Грознецкий — посёлок в Еткульском районе Челябинской области России. Входит в состав Каратабанского сельского поселения.

## География
Посёлок находится на востоке Челябинской области, в лесостепной зоне, между озёрами Дуванкуль и Малый Сарыкуль, на восточном берегу озера Косулина, на расстоянии 18 километров (по прямой) к юго-западу от села Еткуль, административного центра района. Абсолютная высота 218 метров над уровнем моря.

## Население
| 2002 | 2010 |
| ---- | ---- |
| 154  | ↘148 |

Гендерный состав
По данным Всероссийской переписи населения 2010 года в гендерной структуре населения мужчины составляли 52,7 %, женщины — 47,3 %.
Национальный состав
Согласно результатам переписи 2002 года, в национальной структуре населения русские составляли 93 %.

## Улицы
Уличная сеть деревни состоит из двух улиц.